# Прокопий Декаполит
Проко́пий Декаполи́т (др.-греч. Προκόπιος ὁ Δεκαπολίτης), или Проко́пий Испове́дник (др.-греч. Προκόπιος ὁ Ὁμολογητής; 2-я поллвина VIII — 1-я половина IX) — византийский монах, христианский подвижник, преподобный, исповедник.
Прокопий Декаполит был монахом и жил в Константинополе в одном из монастырей. Имел ученика и сподвижника Василия Исповедника. Во время иконоборческого гонения при императоре Льве V вместе с Василием был предан многим истязаниям и посажен в тюрьму, где оба монаха находились до самой смерти императора. После смерти василевса Прокопий прожил около 10 лет и умер собственной смертью.
В Минологии Василия II (конец X века) под 27 февралём помещено краткое общее житие Прокопия и Василия, где оба названы исповедниками. В Синаксаре Константинопольской церкви (X век) житие Прокопия помещено 27 февраля, а житие Василия помещено 28 февраля. В Минологии Василия II помещено изображение двух преподобных. Возможно, Прокопий Декаполит происходил из области Десятиградие (др.-греч. Δεκάπολις, в Заиорданье), и поэтому получил данное второе имя.
В Минеи под 27 февраля помещена служба Прокопию Декаполиту, она состоит из трёх стихир на «Господи воззвах» 4 гласа, подобен «Я́ко до́бля»; тропаря 8 гласа; канона 6 гласа, автором которого назван Феофан; седальна 4 гласа и кондака 4 гласа.